# 曼迪·帕廷金
曼迪·帕廷金（英語：Mandel Bruce Patinkin，1952年11月30日—），美国男演员，在美国电视剧《国土安全》中扮演索尔·贝伦逊（Saul Berenson）。他还曾出演过《迪克·特雷西》和《犯罪心理》等影視作品。

## 外部連結
- 官方网站 （英文）
- 曼迪·帕廷金在互联网电影资料库（IMDb）上的資料（英文）
- 互聯網百老匯資料庫（IBDB）上曼迪·帕廷金的資料（英文）
- 互联网外百老汇数据库（IOBDB）上曼迪·帕廷金的資料（英文）